# Henry Ellsworth Ewing
Henry Ellsworth Ewing (* 11. Februar 1883 in Arcola, Illinois; gest. 5. Januar 1951) war ein US-amerikanischer Entomologe, Arachnologe und Parasitologe.
Ewing absolvierte das Knox College in Galesburg und studierte anschließend an der University of Illinois, wo er 1906 seinen Bachelor und 1908 seinen Master erwarb. Mit einem Schuyler-Stipendium ging er 1910 an die Cornell University und erwarb im Folgejahr den Ph.D. Bis 1914 war er Assistent an der Oregon Agricultural Experiment Station in Corvallis, anschließend am Iowa State College in Ames, wo er bis 1916 Zoologie und Entomologie lehrte. Anschließend arbeitete er bis 1919 als Assistenzprofessor. In diesem Jahr nahm er einen Ruf an das Bureau of Entomology and Plant Quarantine (heute: Agricultural Research Service) in Washington, D.C. als Spezialist für Spinnentiere an. Hier wurde er 1923 beigeordneter Entomologe und 1929 leitender Entomologe, eine Position, die er bis zu seiner Pensionierung 1947 innehatte. Seine vorzeitige Pensionierung erfolgte aufgrund einer schweren Myokarditis infolge einer Influenza.
Ewing war Mitglied zahlreicher wissenschaftlicher Fachgesellschaften, 1944 war er Präsident der American Society of Parasitologists. Allein über Milben verfasste er 155 wissenschaftliche Arbeiten. Hauptwerk war sein 225-seitiger Beitrag zum A Manual of External Parasites, das 1928 unter der Herausgeberschaft von Charles C. Thomas erschien. Zudem war Ewing Autor in der Encyclopædia Britannica.